# Maks Baum
Maks Baum – postać fikcyjna, jeden z trzech głównych bohaterów Ziemi obiecanej Władysława Reymonta i jej ekranizacji. Niemiec, syn fabrykanta, inżynier włókiennictwa, absolwent studiów na Politechnice w Rydze. Wraz z przyjaciółmi – Polakiem Karolem Borowieckim i Żydem Morycem Weltem – zostaje wspólnikiem mającej powstać fabryki włókienniczej.
W filmie z 1927 roku w reżyserii Aleksandra Hertza w postać wcielał się Stanisław Gruszczyński, zaś w filmie z 1974 oraz w serialu telewizyjnym wyreżyserowanym przez Andrzeja Wajdę – Andrzej Seweryn.